# Битва при Хингакака
Битва при Хингакака или Битва при Хирингакака — сражение, произошедшее между двумя союзами племен маори в 1807 году. Эта битва считается самым массовым сражением, произошедшим на территории Новой Зеландии.

## Предыстория
По легенде причиной конфликта стала небольшая ссора при разделе рыбы между племенем Нгати Маниапото и Нгати Тоа. Результатом ссоры стало убийство нескольких человек из племени Нгати Маниапото, из-за чего Нгати Тоа во главе с их вождем по имени Пикеаутеранги пришлось бежать на юг острова. Там они, заручившись поддержкой местных племен, начали собирать армию. Три года Пикауранги путешествовал по югу Северного острова, собирая большие силы. По некоторым оценкам, его армия достигла 4000 человек. Таинуи также готовились к войне, создав систему оповещения и заручившись поддержкой нескольких племен на севере. 

## Тактика и расстановка сил
Осознавая, что армия Таинуи и их союзников чуть меньше (около 3000 против 3500), вожди племени применили военную хитрость расположив в арьергарде кусты папоротника и пучки перьев, имитировавших наличие большого резерва. Отряд союзных племен был расположен в засаде на холме, также в засаде находились отряды на горном хребте южнее озера Нгарото. 

## Ход битвы
Превосходящая по количеству воинов, армия Пикеаутеранги окружила авангард армии Те Рауананганги, при этом сосредоточив основные силы напротив мнимого арьергарда противника. В этот момент отряд, расположенный в засаде на холме, атаковал один из флангов армии Пикеаутеранги. Переломным моментом в битве стала гибель самого Пикаутеранги, который якобы был убит ударом Те Рауанганги. В панике захватчики попытались отступить по небольшому проходу между хребтом и озером, но также попали в засаду отрядов, укрывавшихся в зарослях вдоль хребта. Из-за этого армия Пикеаутеранги была вынуждена отступать в болото, расположенное по краю озера. Некоторые пытались переплыть озеро, но были убиты патрулями, поджидавшими на дальней стороне озера. Большая часть армии южан была перебита или попала в плен и лишь немногим удалось бежать.
В истории маори эта битва стала известна под названием как Хингакака, что на языке маори означает Падение попугаев, потому что во время битвы было убито огромное количество вождей племен. Во время битвы была утрачена священная резьба Те Уенуку, которая была найдена лишь в 1906 году.  